# Tébessa (provins)

Tébessas provins i Algeriet

Tébessa  (arabiska: ولاية تبسة) är en provins (wilaya) i nordöstra Algeriet. Provinsen har 657 227 invånare (2008). Tébessa är huvudort.

## Administrativ indelning
Provinsen är indelad i 12 distrikt (daïras) och 28 kommuner (baladiyahs).